# Vericiguat

Vericiguat

Le vericiguat est une molécule activatrice de la guanylate cyclase soluble, indiqué dans l'insuffisance cardiaque. Elle est structurellement très proche du riociguat.

## Mode d'action
Il augmente la sensibilité au monoxyde d'azote en favorisant la synthèse de la guanosine monophosphate cyclique.

## Pharmacocinétique
Sa demi-vie permet une seule prise journalière par voie orale, ce qui le distingue du riociguat.

## Efficacité
Dans l'insuffisance cardiaque à fraction d'éjection basse, il permet une diminution de la mortalité ainsi que le nombre de réhospitalisations. En cas de fraction d'éjection conservé, son efficacité sur les symptômes reste discuté,.